# Тулдун
Тулду́н — посёлок в Еравнинском районе Бурятии. Административный центр сельского поселения «Тулдунское».

## География
Расположен на северо-западном берегу Малого Еравного озера, в 1 км к востоку от реки Тулдун, в 21 км к северу от районного центра, села Сосново-Озёрское, в 12 км севернее межрегиональной автодороги Р436 Улан-Удэ — Романовка — Чита.

## История
Осенью 1933 года организуется Еравнинский госрыбзавод Востсибтреста. Контора рыбозавода до 1942 года находилась в Укыре, после чего переехала в село Сосново-Озёрское. В 1942 году были созданы рыбоперерабатывающие пункты Гарам, Тулдун, Малая Еравна и Исинга. В 1940-1950-е годы шло активное развитие всех рыбообрабатывающих пунктов Еравнинского госрыбзавода. К концу 1950-х годов это уже были сформировавшиеся населённые пункты с наличием необходимого жилого фонда. В 1992 году рыбозавод был реорганизован в открытое акционерное общество ОАО «Нептун»..

## Население
| 2002 | 2010 | 2012 | 2013 | 2014 | 2015 | 2016 |
| ---- | ---- | ---- | ---- | ---- | ---- | ---- |
| 551  | ↗556 | ↘536 | ↘518 | ↘490 | ↘485 | ↘475 |
| 2017 | 2018 | 2019 | 2020 | 2021 | 2023 | 2024 |
| ↘471 | ↘457 | ↘454 | ↘438 | ↘421 | ↘406 | ↘402 |

## Инфраструктура
Средняя общеобразовательная школа, детский сад, Дом культуры, библиотека, фельдшерско-акушерский пункт, почтовое отделение.

## Экономика
СПК «Тулдунский».